# سدی قاسم
سدی قاسم یکی از شهرهای کشور مراکش است.